# Hivange
Hivange (lb. Héiweng, niem. Hivingen) – wieś w południowo-zachodnim Luksemburgu, w gminie Garnich, w kantonie Capellen. Do 3 października 2015 leżała w dystrykcie Luksemburg.